# Kolenwasserij

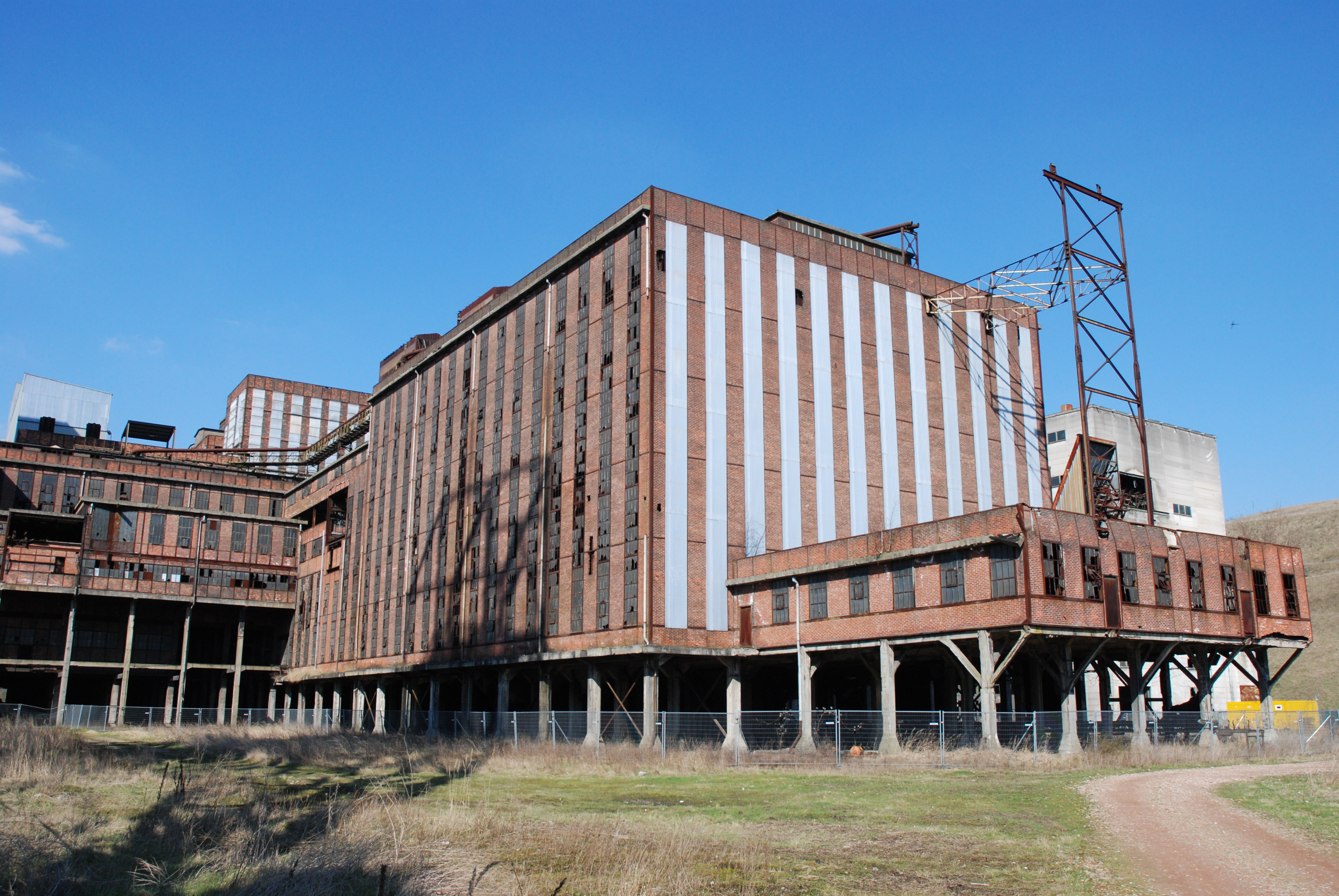
De kolenwasserij van Beringen, in 2009

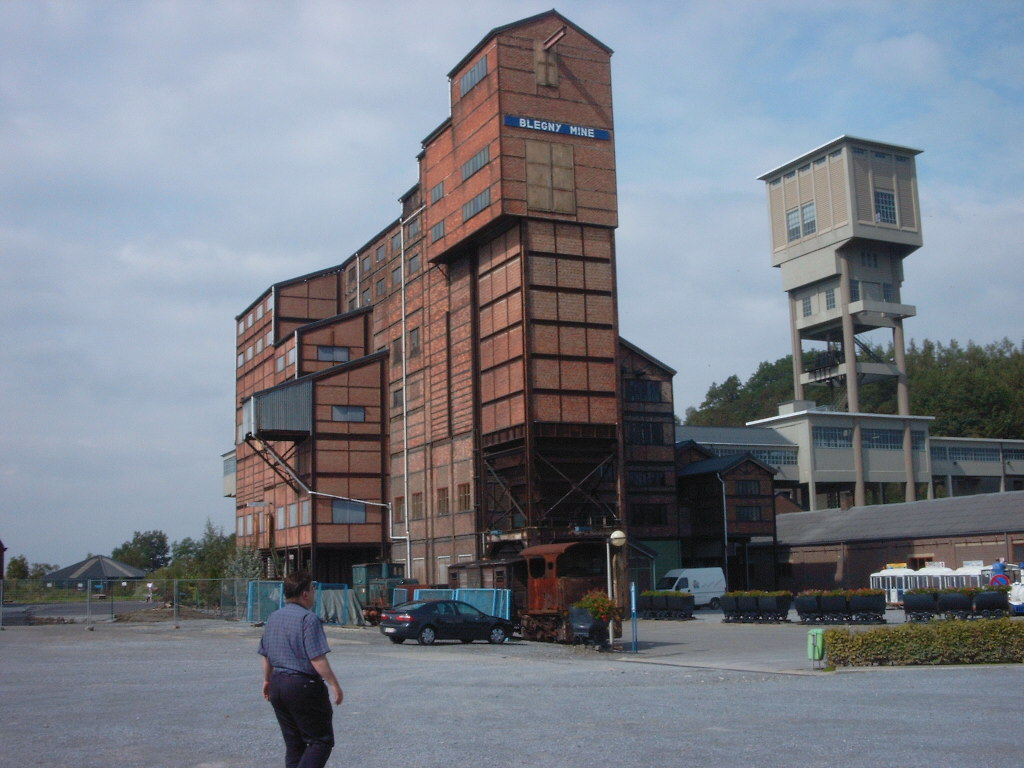
De gerestaureerde kolenwasserij en schachtbok van Blegny

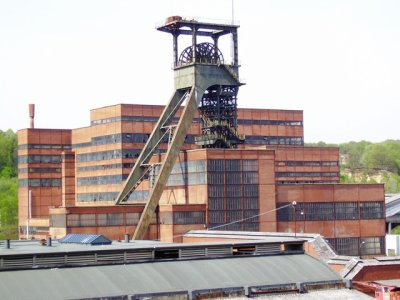
De kolenwasserij en schachtbok van Wendel 3, in 2009.

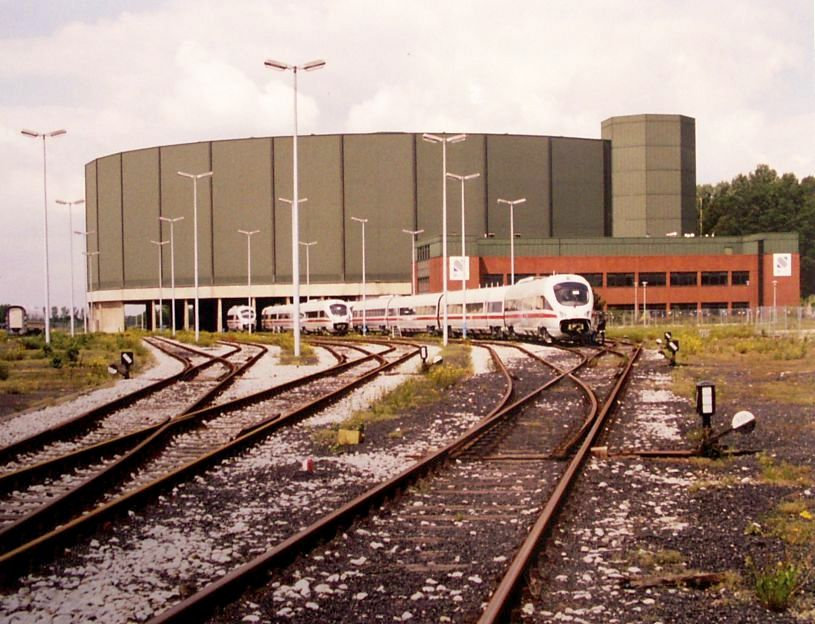
Kolenwasserij van mijn Sophia-Jacoba in Hückelhovenin 2006

Een kolenwasserij (ook: steenkoolwasserij) is een inrichting die zich bovengronds bij een kolenmijn bevindt en ertoe dient om de steenkool te scheiden van het meegedolven gesteente.

## Klassieke wasserij
De van ondergronds door de schachten aangevoerde steenkool ging allereerst naar de zeverij,  daar werden de gedolven kolen op een schudzeef gebracht, waar de grote brokken van de kleinere werden gescheiden. De stroom grote brokken werd oorspronkelijk met de hand van verontreinigingen ontdaan. De kleinere brokken kwamen in een zeefinrichting, waar ze naar verschillende grootteklassen werden gesorteerd. In de wasserij werden deze  -met uitzondering van de fijnkool- in een installatie gebracht waarin zich aan de onderzijde een rooster bevond, waarlangs water in pulserende bewegingen werd toegevoerd. Op de roosters lagen brokken veldspaat. Door de pulserende bewegingen (deinwasmachine) bewoog de steenkool over het bed van veldspaat, terwijl het zwaardere gesteente op en door het bed heen zakte en op de roosters terechtkwam, waarvan het van tijd tot tijd verwijderd moest worden. Het water werd hergebruikt terwijl de kolen, voor het transport, nog van gruis werden ontdaan.
Het gruis en de fijnkool werden oorspronkelijk in het eigen bedrijf als brandstof gebruikt. Later werden er eierkolen en briketten uit vervaardigd. Het steenafval werd naar een stortplaats vervoerd, deze afvalberg wordt mijnterril genoemd.

## Vernieuwingen
Probleem bij dit systeem was het verlies aan zogeheten middelproduct, bestaande uit brokken die zowel steenkool als gesteente bevatten. Door gebruik van bariet kon een systeem worden ontwikkeld dat scheidde in steenkool, gesteente én middelproduct. 
Omstreeks 1937 werd de suspensiewasserij ontwikkeld, het scheiden van kool en stenen gebeurt hier door middel van een suspensie van water en magnetiet. Deze vloeistof heeft een grotere dichtheid dan die van kolen, waardoor deze blijven drijven, terwijl de stenen naar de bodem zakken. De drijvende kolen werden door middel van schraapkettingen afgevoerd. Het magnetiet kon met behulp van magneten worden teruggewonnen en hergebruikt. Een ander type suspensiewasserij maakte gebruik van een suspensie van water en löss.

## Voorbeelden
In België zijn de kolenwasserijen van Blegny, Binche en Beringen te bezichtigen. Met een dagproductie van 7500 ton, is deze van Beringen de grootste bewaarde kolenwasserij van België. In Duitsland zijn de kolenwasserijen van de kolenmijnen Göttelborn en Warndt in het Duitse Saarland, van de Sophia-Jacobamijn in Hückelhoven en van Zollverein in Essen bewaard gebleven. En in Frans Lotharingen staat nog de wasserij van de koolmijn Wendel 3 in Petite Roselle. In Nederland is geen steenkoolwasserij bij de mijnen bewaard gebleven, ze werden allemaal gesloopt. Wel staat er een moderne wasserij aan het de NS-Overslaghaven in Born van het bedrijf Enerco.

## Externe bron
- Geschiedenis van kolenwasserijen
- Kolenwasserij van Beringen: Triage de Beeringen